# 夏娃，普赛克和蓝胡子夫人
夏娃，普赛克和藍鬍子夫人（簡稱이프푸 ）是韓國女子音樂組合LE SSERAFIM的歌曲。收錄在2023年5月1日推出的首張韓語正規專輯《UNFORGIVEN》。同年6月27日則推出韓國歌手Bibi、饒舌歌手Mirani和Camo合作的混音版，而本作英語版於同年7月6日發布。
朗朗上口的曲風與打破禁忌的理念大受樂評好評，被《洛杉磯時報》及《新音樂快遞》評選為2023年上半年最佳歌曲之一，亦被《新音樂快遞》選為2023年全年50首最佳歌曲之一。至於商業表現，歌曲拿下韓國Circle数字榜亞軍，還登上中國大陸、日本、新西蘭和新加坡等地音樂排行榜。

## 製作與反響
夏娃，普赛克和藍鬍子夫人由LE SSERAFIM成員許允眞、HYBE創辦人房時爀、製作人Supreme Boi、製作團隊13的成員Score和Megatone以及Danke、馬克斯·圖林（Max Thulin）、梅亞·萊特（Maia Wright）、古斯坦·達爾奎斯特（Gusten Dahlqvist）、Benjmn、阿里內·卡里米（Arineh Karimi）、等人共同創作。是首快節奏的澤西俱樂部韓國流行舞曲，有著經典且活力的電子節奏以及90年代的俱樂部風格。歌曲時長3分6秒，每分鐘143拍，以
拍的B大調。
歌名用了夏娃（聖經裡，吃了禁果的人物）、赛姬（希臘神話裡，打開了不該打開的黃金盒子的女神）和藍鬍子的妻子（法國童話裡，發現丈夫藏在地下室祕密的女子）來強調打破禁忌的意義。成員一開始唱著，象徵自我賦權和擺脫刻板印象和禁忌。《Nylon》的克里斯多·貝爾（Crystal Bell）稱本作拓展了《UNFORGIVEN》中的女權意識。來自Weverse的姜明熙（강명석）認為歌曲不僅比主打瘋狂和激烈，更是勇於實踐女性不需接受他人寬恕的理念。
夏娃，普赛克和藍鬍子夫人獲得樂評讚賞。《新音乐快递》雜誌編輯和美联社的克里斯蒂娜·賈勒姆（Cristina Jaleru）稱其朗朗上口，越聽越上癮。《Nylon》的克里斯多·貝爾和《Dazed》編輯Sara Delgado表示這首歌是專輯裡最出眾的歌曲之一。歌曲還被《洛杉磯時報》、《新音樂快遞》及《DAZED》分別評選為2023年上半年最佳歌曲、2023年全年最佳歌曲及2023年全年最佳歌曲之一；《告示牌》2023年最佳KPOP歌曲之一。

## 發行與宣傳

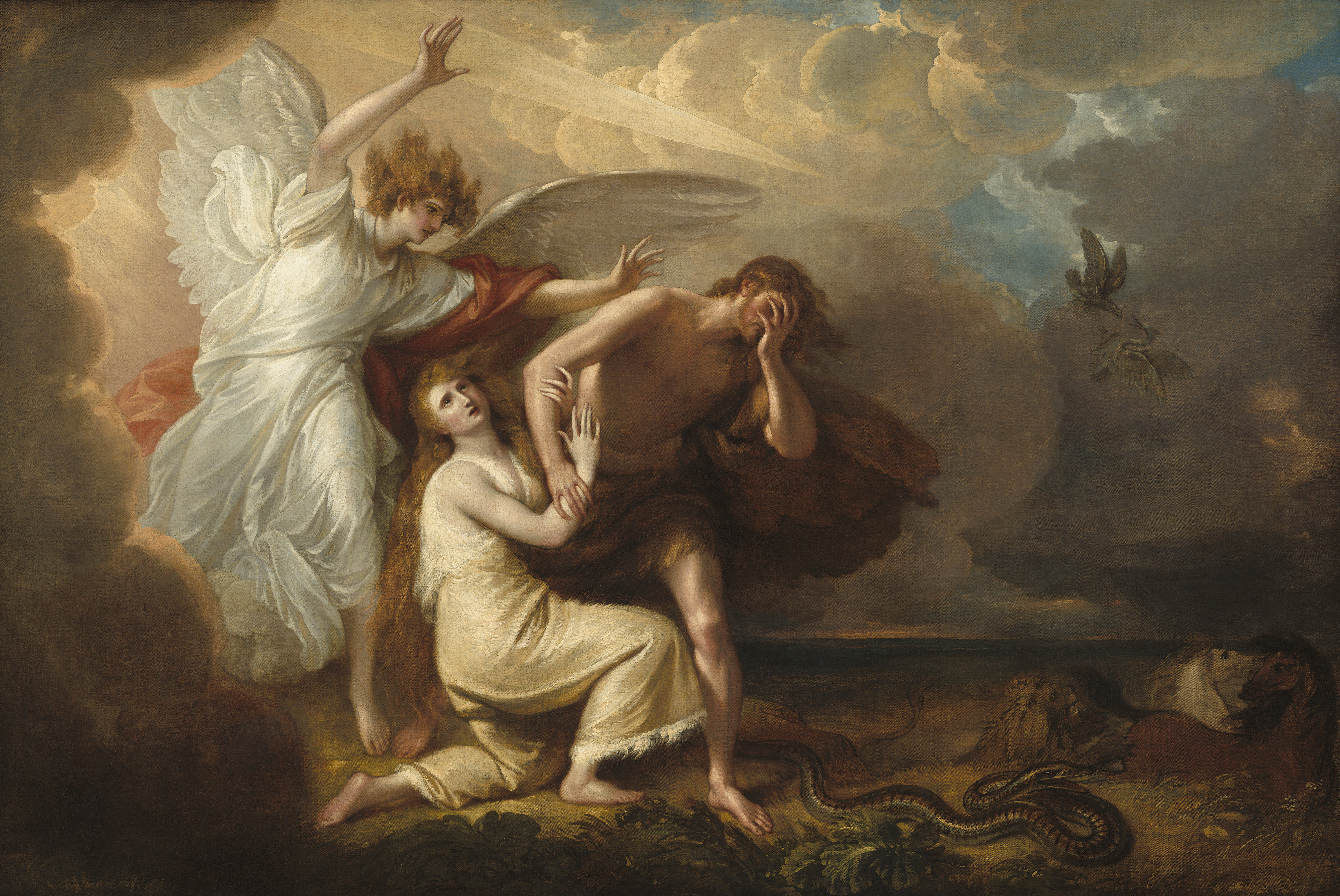
本杰明·韦斯特於1791年創作的畫作《亞當和夏娃被逐出伊甸園》在音樂錄影帶中出現

歌曲收錄在LE SSERAFIM於2023年5月1日推出的首張韓語正規專輯《UNFORGIVEN》中，HYBE將其作為專輯後續曲，並於2023年5月24日釋出音樂錄影帶。成員們在MV中展示精湛的舞技、剪刀石頭布和紅綠燈等童年遊戲，還有一群穿著溜冰鞋的男生一起演出。MV裡還放了一幅美國畫家本杰明·韦斯特在1791年繪製的《夏娃，普赛克和藍鬍子夫人》。在服裝方面，LE SSERAFIM造型師曾考慮以吸煙裝迎合歌曲概念，但看到了舞蹈後，決定將短褲、背帶褲進行改造。
在UNFORGIVEN (feat. Nile Rodgers)三週宣傳活動結束後，夏娃，普赛克和藍鬍子夫人展開了為期一週的音樂播送活動，成員分別在《M Countdown》、《音乐银行》及《人气歌谣》上表演夏娃，普赛克和藍鬍子夫人。組合還在日本7月1日的音樂活動《THE MUSIC DAY 2023》上演出。
2023年6月20日，由韓國歌手BIBI演唱的夏娃，普赛克和藍鬍子夫人饒舌段落，發佈在LE SSERAFIM的YouTube Shorts帳號上。這首歌的伴奏也在當天上傳至LE SSERAFIM其他社群媒體帳號，屬他們“Eve, Psyche, and _”社群媒體活動的一部分，該活動鼓勵粉絲將自己寫的歌詞，放到歌曲伴奏上。6月27日，由BIBI還有韓國饒舌歌手Mirani和Camo一起合作的混音版於SoundCloud上公布。英語版歌曲於同年7月6日發佈，這是LE SSERAFIM首支英文單曲，其歌詞由許允眞翻譯而成。7月14日，與美國創作歌手UPSAHL推出英文混音版。7月28日，與澤山璃奈推出英文混音版，其歌曲將口哨聲加入前奏並加快副歌的節奏。8月4日，與Demi Lovato推出英文混音版。11月29日，在《2023 MAMA Awards》上與《街頭女戰士2》MANNEQUEEN共同合作MAMA版本。12月14日，在《亞州明星盛典》上演出。

## 商業表現
夏娃，普赛克和藍鬍子夫人和專輯其他歌曲空降韓國Circle数字榜，排名94名。在音源榜上，歌曲首週空降Bugs週榜第64位。隨著MV釋出以及舞蹈表演挑戰宣傳活動的成功，歌曲熱度逐漸攀升，在Bugs上的排名從96位上升至第36位，Genies上的排名從212位上升至第24位，還空降Melon週榜第74位。夏娃，普赛克和藍鬍子夫人最高成績來到Melon週榜第3、Genie週榜第3、Bugs週榜第3位、Circle数字榜週榜第2位及月榜第3位。
除了韓國表現不俗，歌曲還登上《告示牌》全球二百強單曲榜第66位、《告示牌》世界單曲暢銷榜第8位、日本Oricon單曲合算榜上排名22、《日本公告牌》百強單曲榜上排名22及評選為中國大陸QQ音樂第三季度巅峰榜垂类單曲榜韓流榜之一。

## 軼聞
由於歌名很長，很少有人能完全記住。例如ITZY的成員有娜在恩採的明星日記中因記不住歌名而感到慌張，但身為主持人，同時也是原唱之一的洪恩採也承認自己也記不住。在Running Man的猜歌環節中，成員們也是連續答錯幾次才答對。TWICE八周年粉絲見面會中的"你跳我猜"環節，每位成員都會跳，但是輪到Mina要講出歌名時卻講不出來。

## 參與名單
來源：Qobuz、Melon
- Danke – 詞曲創作
- Supreme Boi – 詞曲創作
- 馬克斯·圖林（Max Thulin） – 詞曲創作
- 梅亞·萊特（Maia Wright） – 詞曲創作
- 古斯坦·達爾奎斯特（Gusten Dahlqvist） – 詞曲創作
- Benjmn – 詞曲創作
- SCORE(13) – 詞曲創作
- Megatone(13) – 詞曲創作
- 房時爀（“Hitman” Bang） – 詞曲創作
- LE SSERAFIM – 主藝人
- 許允眞 – 詞曲創作
- 阿里內·卡里米（Arineh Karimi） – 詞曲創作
-  – 詞曲創作

## 榜單成績
| 音源榜                        | 最高名次 | 最高名次 | 最高名次 | 最高名次 | 最高名次 | 最高名次 | 來源          |
| 音源榜                        | 實時榜   | TOP100   | 日榜     | 週榜     | 月榜     | 年榜     | 來源          |
| ----------------------------- | -------- | -------- | -------- | -------- | -------- | -------- | ------------- |
| iChart                        | 4        |          |          | 4        |          |          | [ 57 ]        |
| Melon                         | 2        | 3        | 3        | 3        | 4        | 24       | [ 58 ] [ 43 ] |
| Genie                         | 2        |          | 3        | 3        | 5        | 15       | [ 59 ] [ 44 ] |
| Bugs                          | 1        |          | 2        | 3        |          |          | [ 60 ] [ 45 ] |
| Flo                           | 3        |          |          |          |          |          | [ 61 ]        |
| VIBE                          |          |          | 3        |          |          |          | [ 62 ]        |
| YouTube                       |          |          |          | 3        |          |          | [ 63 ]        |
| - 「 」：該段時期未設立排行榜 |          |          |          |          |          |          |               |

| 地區                 | 认证 | 认证单位/销量 |
| 串流                 | 串流 | 串流          |
| -------------------- | ---- | ------------- |
| 日本（日本唱片協會） | 金   | 50,000,000†   |
| †僅含認證的銷量      |      |               |

| 週榜單（2023年）                     | 最高位置 |
| ------------------------------------ | -------- |
| 中國大陸（QQ音樂韓國榜）             | 8        |
| 中國大陸（BiliBili音樂榜）           | 9        |
| 全球（《告示牌》二百強單曲榜）       | 66       |
| 日本（《日本告示牌》熱門百強單曲榜） | 22       |
| 日本（Oricon單曲合算榜）             | 22       |
| 新西蘭（RMNZ熱門單曲榜）             | 28       |
| 新加坡（RIAS地區榜）                 | 15       |
| 韓國（《告示牌》）                   | 2        |
| 韓國（Circle数字榜）                 | 2        |
| 韓國（Circle全球K-pop排行榜）        | 3        |
| 美國（《告示牌》世界單曲暢銷榜）     | 8        |

| 月榜單（2023年）              | 最高位置 |
| ----------------------------- | -------- |
| 韓國（Circle数字榜）          | 3        |
| 韓國（Circle全球K-pop排行榜） | 3        |
| 韓國（Circle串流榜）          | 3        |
| 韓國（Circle下載榜）          | 9        |

| 年榜單（2023年）                     | 最高排名 |
| ------------------------------------ | -------- |
| 韓國（Circle全球K-POP排行榜）        | 20       |
| 韓國（Circle數字榜）                 | 18       |
| 韓國（Circle串流榜）                 | 18       |
| 韓國（Circle下載榜）                 | 41       |
| 全球（《告示牌》美國除外全球單曲榜） | 177      |

## 獲獎與提名
| 節目名稱     | 日期          | 參考   |
| ------------ | ------------- | ------ |
| 《人氣歌謠》 | 2023年7月16日 | [ 79 ] |

## 外部連結
- Genius上歌曲的完整歌词